# Meioneta kaszabi
Meioneta kaszabi är en spindelart som beskrevs av Imre Loksa 1965. Meioneta kaszabi ingår i släktet Meioneta och familjen täckvävarspindlar. Inga underarter finns listade i Catalogue of Life.